# Джованни Бозан (бронепалубный крейсер)
Бронепалубный крейсер «Джованни Бозан» (итал. Giovanni Bausan) — первый бронепалубный крейсер итальянского флота конца XIX века. Построен в единственном экземпляре. В итальянском флоте классифицировался как «таранно-торпедный корабль» (итал. Ariete-torpediniere).

## Проектирование и постройка
«Джованни Бозан» был спроектирован главным конструктором известной британской фирмы «Армстронг» Джорджем Ренделом. В основе проекта был положен знаменитый крейсер «Эсмеральда», сконструированный Ренделом и построенный «Армстронгом» для флота Чили. Командованию итальянского флота, стремившемуся возродить свои ВМС, будучи весьма ограниченными, как в финансовом, так и в технологическом отношении, этот крейсер показался весьма привлекательным по критерию стоимость/боевая мощь.